# رطوبة نسبية
الرطوبة هي تركيز بخار الماء الموجود في الهواء. إن بخار الماء هو الحالة الغازية للماء وهوغير مرئي للعين البشرية بشكل عام. تشير الرطوبة إلى احتمال وجود هطول أو ندى أو ضباب.
تعتمد الرطوبة على درجة حرارة وضغط النظام المعني. إن نفس الكمية من بخار الماء ينتج عنها رطوبة في الهواء البارد أعلى مما تعطيه في الهواء الدافئ. إن العامل المتغير ذو الصلة هو درجة التكثف (نقطة الندى). تزداد كمية بخار الماء اللازمة لتحقيق التشبع مع زيادة درجة الحرارة. مع انخفاض درجة حرارة جزء محدد من الهواء سيصل في النهاية إلى نقطة التشبع بدون إضافة أو فقدان كتلة الماء. يمكن أن تختلف كمية بخار الماء الموجودة داخل الجزء المحدد من الهواء بشكل كبير. على سبيل المثال إن كمية محددة من الهواء القريب من التشبع يحتوي على 28 غ (0.99 أونصة) من الماء لكل متر مكعب من الهواء عند درجة حرارة 30 °م (86 °ف) ولكن في المقابل فإنه يحتوي فقط على 8 غ (0.28 أونصة) فقط من الماء لكل متر مكعب من الهواء عند درجة حرارة 8 °م (46 °ف).
يتم استخدام ثلاثة قياسات أولية للرطوبة على نطاق واسع: مطلقة ونسبية ومحددة. تصف الرطوبة المطلقة محتوى الماء في الهواء ويتم التعبير عنها إما بالجرام لكل متر مكعب  أو بالجرام لكل كيلوغرام. الرطوبة النسبية ويتم التعبير عنها باستخدام النسبة المئوية وهي تشير إلى الحالة الحالية للرطوبة المطلقة بالنسبة إلى الرطوبة القصوى مع نفس درجة الحرارة. الرطوبة النوعية هي نسبة كتلة بخار الماء إلى إجمالي كتلة الهواء الرطب.
تلعب الرطوبة دورًا مهمًا في الحياة السطحية. بالنسبة للحياة الحيوانية التي تعتمد على ترشح العرق من الجسم (عملية التعرق) لتنظيم درجة حرارة الجسم الداخلية، فإن الرطوبة العالية تضعف كفاءة التبادل الحراري عن طريق تقليل معدل تبخر الرطوبة من أسطح الجلد. يمكن حساب هذا التأثير باستخدام جدول مؤشر الحرارة المعروف أيضًا باسم قرينة الرطوبة (بالإنجليزية: humidex)‏.
غالبًا ما يتم ذكر فكرة الهواء «الحاجز» لبخار الماء أو «المتشبع» به فيما يتعلق بمفهوم الرطوبة النسبية. إن هذا الأمر على أية حال هو أمر مضلل - إن كمية بخار الماء التي تدخل (أو يمكن أن تدخل) حيز معين من الفراغ عند درجة حرارة معينة تكون مستقلة تقريبًا عن كمية الهواء (النيتروجين، الأكسجين، إلخ) الموجودة. في الواقع يمتلك الفراغ المخلى من الهواء نفس سعة التوازن تقريبًا التي يمكن احتجازها من بخار الماء مماثلة لنفس الحجم من الفراغ المملوء بالهواء حيث يتم إعطاء كلاهما باستخدام ضغط بخار الماء المتوازن عند درجة حرارة معينة. يوجد فرق صغير للغاية موصوف تحت «عامل التحسين» أدناه والذي يمكن تجاهله في العديد من العمليات الحسابية ما لم تكن الدقة العالية مطلوبة.

## تعريفات

مرصد بارانال في سيرو بارانال في صحراء أتاكاما هو واحد من أكثر الأماكن جفافا على وجه الأرض.

### الرطوبة المطلقة
إن الرطوبة المطلقة هي الكتلة الكلية لبخار الماء الموجود في حجم أو كتلة هواء معينة. لا تأخذ درجة الحرارة في الاعتبار عند احتساب الرطوبة المطلقة. إن الرطوبة المطلقة في الغلاف الجوي تتراوح من الصفر تقريبًا إلى حوالي 30 غ (1.1 أونصة) لكل متر مكعب عندما يتشبع الهواء عند درجة حرارة 30 °م (86 °ف) .
إن الرطوبة المطلقة هي كتلة بخار الماء {\displaystyle (m_{H_{2}O})} مقسومًا على حجم خليط الهواء وبخار الماء {\displaystyle (V_{net})} والتي يمكن التعبير عنها على النحو التالي:
{\displaystyle AH={\frac {m_{H_{2}O}}{V_{net}}}.}
إن الرطوبة المطلقة تتغير مع تغير درجة حرارة الهواء أو تغير الضغط إذا لم يكن الحجم ثابتًا. إن هذا الأمر يجعل من غير المناسب استخدام الرطوبة المطلقة من أجل حسابات الهندسة الكيميائية، على سبيل المثال في التجفيف حيث يمكن أن تختلف درجة الحرارة بشكل كبير. نتيجة لذلك قد تشير الرطوبة المطلقة في الهندسة الكيميائية إلى كتلة بخار الماء لكل وحدة كتلة من الهواء الجاف والتي تُعرف أيضًا باسم نسبة الرطوبة (بالإنجليزية: humidity ratio)‏ أو نسبة الخلط الكتلي (بالإنجليزية: mass mixing ratio)‏ (انظر «الرطوبة المحددة» أدناه)، والتي تكون أكثر ملاءمة من أجل حسابات توازن الحرارة والكتلة. يتم تعريف كتلة الماء لكل وحدة حجم كما في المعادلة أعلاه على أنها رطوبة حجمية (بالإنجليزية: volumetric humidity)‏. بسبب الارتباك المحتمل تقترح المواصفة القياسية البريطانية BS 1339  تجنب مصطلح «الرطوبة المطلقة». يجب دائمًا فحص الوحدات بعناية. يتم تقديم العديد من مخططات الرطوبة بوحدة جرام / كيلو جرام أو وحدة كيلو جرام / كيلو جرام ولكن يمكن استخدام أي وحدات كتلة.
يُطلق على المجال المعني بدراسة الخصائص الفيزيائية والديناميكية الحرارية لمخاليط الغاز والبخار اسم قياس الرطوبة.

### الرطوبة النسبية
إن الرطوبة النسبية (RH أو {\displaystyle \phi }) لخليط من الهواء والماء يعرف بأنه نسبة الضغط الجزئي لبخار الماء {\displaystyle (p_{H_{2}O})} في الخليط لضغط بخار الماء المتوازن {\displaystyle (p_{H_{2}O}^{*})} فوق سطح مستوٍ من الماء النقي  عند درجة حرارة معينة:
{\displaystyle \phi ={p_{H_{2}O} \over p_{H_{2}O}^{*}}}
عادة ما يتم التعبير عن الرطوبة النسبية كنسبة مئوية؛ تعني النسبة المئوية الأعلى أن خليط الهواء والماء يكون أكثر رطوبة. في رطوبة نسبية 100٪ يكون الهواء مشبعًا ويكون عند درجة التكثف.
إن الرطوبة النسبية هي مقياس مهم يستخدم في التنبؤات والتقارير الجوية حيث أنها مؤشر على احتمال هطول الأمطار أو تشكل الندى أو الضباب. في طقس الصيف الحار يؤدي ارتفاع الرطوبة النسبية إلى زيادة درجة الحرارة الظاهرة للإنسان (والحيوانات الأخرى) عن طريق إعاقة تبخر العرق من الجلد. على سبيل المثال وفقًا لمؤشر الحرارة عندما تبلغ الرطوبة النسبية 75٪ عند درجة حرارة الهواء 80.0 °ف (26.7 °م) ستشعر وكأنها 83.6 درجة فهرنهايت ± 1.3 درجة فهرنهايت (28.7 درجة مئوية ± 0.7 درجة مئوية).

### الرطوبة النوعية
الرطوبة النوعية (بالإنجليزية: Specific humidity)‏ (أو محتوى الرطوبة) هي نسبة كتلة بخار الماء إلى الكتلة الكلية لجزء محدد من الهواء. إن الرطوبة النوعية تساوي تقريبًا نسبة الخلط والتي تُعرّف على أنها نسبة كتلة بخار الماء في جزء محدد من الهواء إلى كتلة الهواء الجاف لنفس الجزء المحدد من الهواء. مع انخفاض درجة الحرارة تقل أيضًا كمية بخار الماء اللازمة للوصول إلى حالة التشبع. عندما تنخفض درجة حرارة جزء محدد من الهواء فإن هذا الجزء سوف يصل في النهاية إلى نقطة التشبع دون إضافة أو فقدان كتلة الماء.

### المفاهيم ذات الصلة
إن مصطلح الرطوبة النسبية (بالإنجليزية: relative humidity)‏ مخصص لأنظمة بخار الماء في الهواء. يستخدم مصطلح التشبع النسبي (بالإنجليزية: relative saturation)‏ لوصف الخاصية المماثلة للأنظمة التي تتألف من طور قابل للتكثف بخلاف الماء في طور غير قابل للتكثف بخلاف الهواء.

## قياس الرطوبة

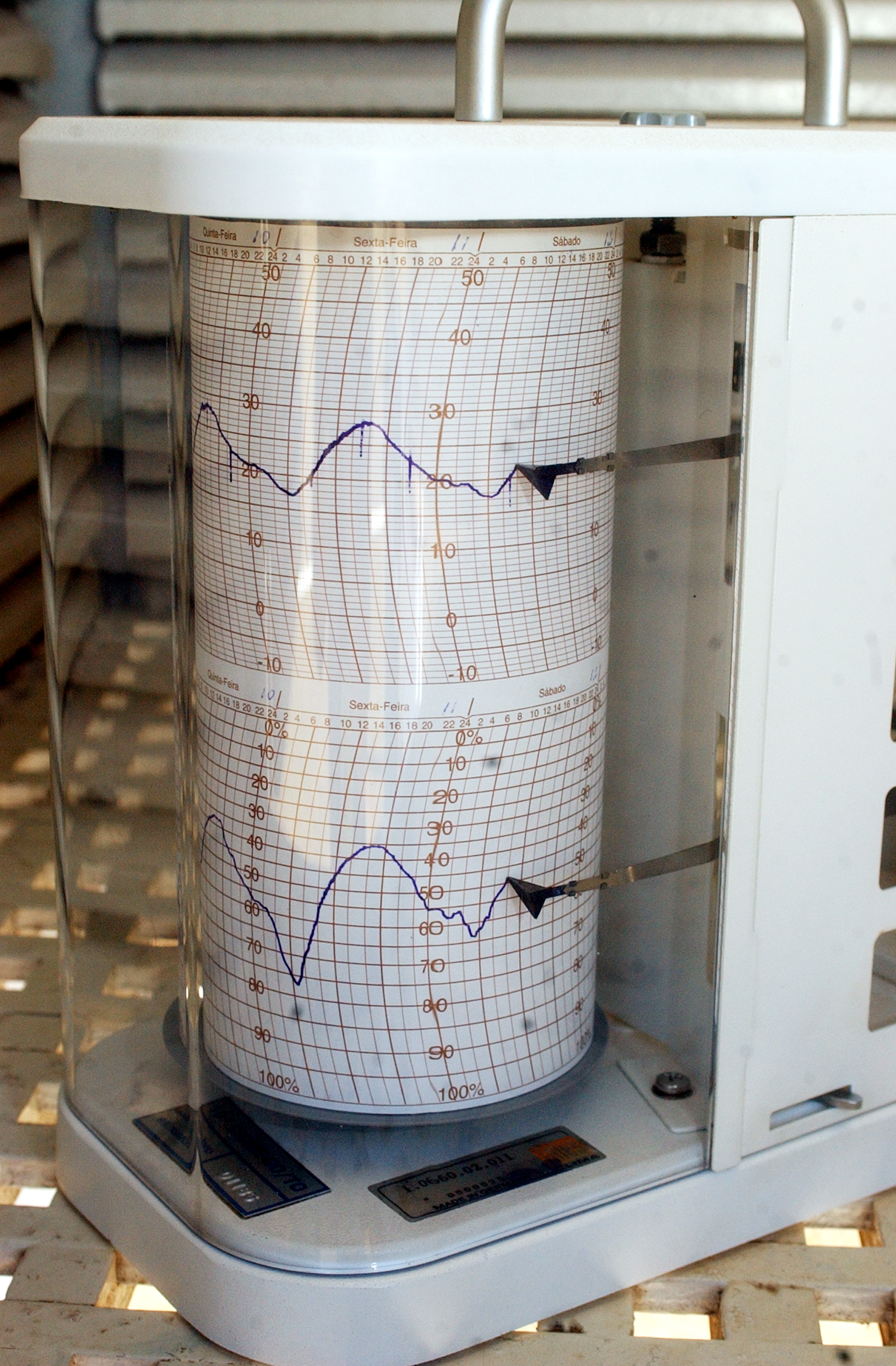
جهاز قياس الرطوبة المخصص لضبط الرطوبة وتسجيلها.

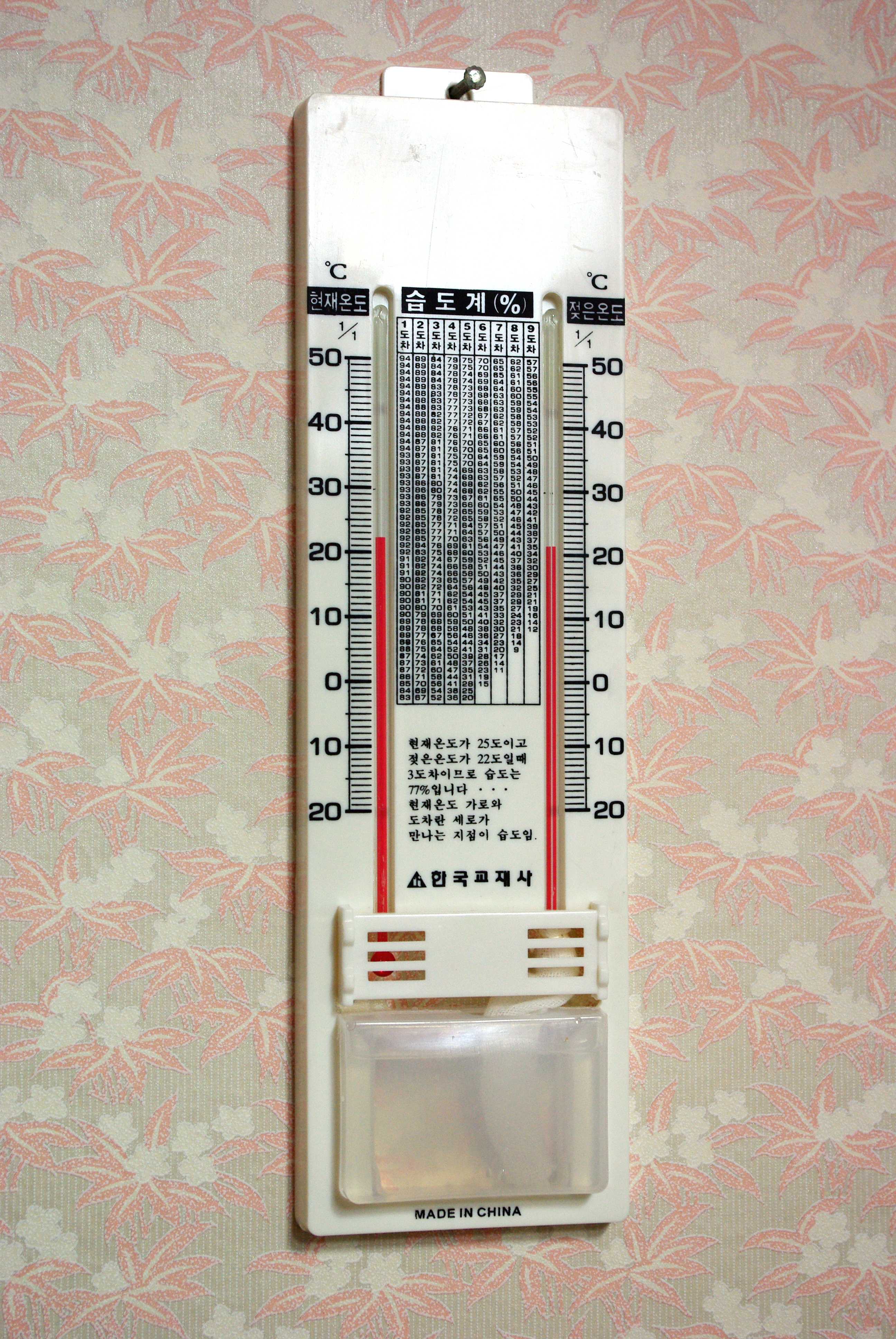
مقياس رطوبة للاستخدام المنزلي ، نوع WRT / مقياس رطوبة جاف.

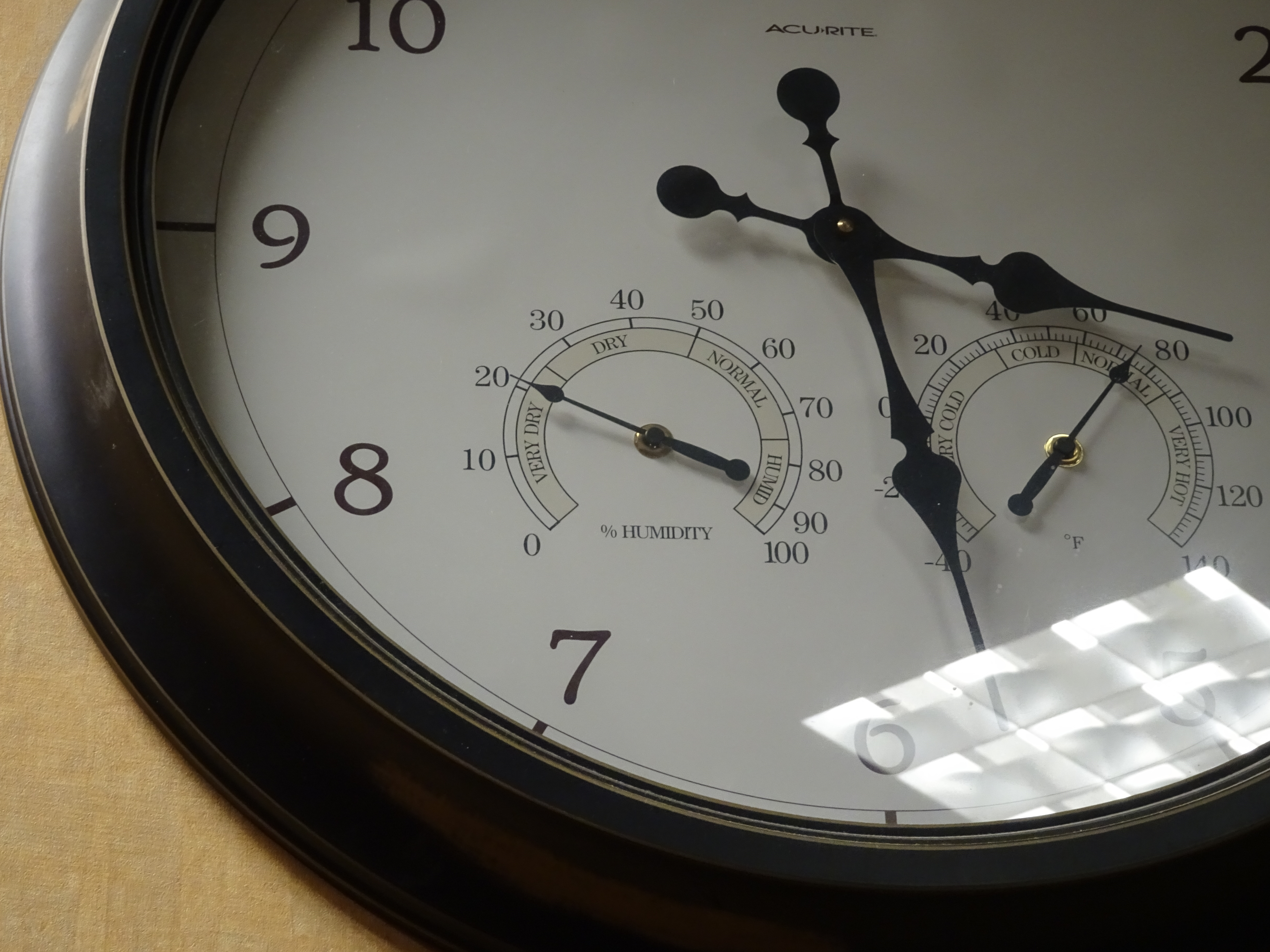
ساعة مع مقياس رطوبة والذي يظهر رطوبة منخفضة جدًا في الشتاء.

إن الجهاز الذي يستخدم لقياس رطوبة الهواء يسمى جهاز قياس الرطوبة أو مقياس رطوبة. إن مفتاح الرطوبة هو مفتاح يتم تفعيله بواسطة الرطوبة وغالبًا ما يستخدم للتحكم في الجهاز المزيل للرطوبة.
يتم تحديد رطوبة خليط بخار الهواء والماء من خلال استخدام مخططات قياس الرطوبة عندما تكون كلا من درجة حرارة البصلة الجافة (T) ودرجة حرارة البصلة الرطبة (T w) للخليط معروفة. يتم تقدير هذه الكميات بسهولة باستخدام مقياس رطوبة حبلي.
هناك العديد من الصيغ التجريبية التي يمكن استخدامها لتقدير ضغط بخار التوازن لبخار الماء كدالة لدرجة الحرارة. إن معادلة أنطوان هي من بين أقل المعادلات تعقيدًا حيث تحتوي على ثلاث عوامل متغيرة فقط (C ، B ، A). إن الصيغ الأخرى مثل معادلة جوف – غراتش وماغنوس – تيتينس التقريبية هي صيغ أكثر تعقيدًا ولكنها تعطي دقة أفضل.[بحاجة لمصدر]
إن معادلة أردن باك يتم مصادفتها بشكل شائع في الأدبيات المتعلقة بهذا الموضوع:
{\displaystyle e_{w}^{*}=(1.0007+3.46\times 10^{-6}P)\times 6.1121\,e^{17.502T/(240.97+T)},}
حيث أن {\displaystyle T} هي درجة حرارة البصيلة الجافة معبراً عنها بالدرجات المئوية (درجة مئوية)، {\displaystyle P} هو الضغط المطلق المعبر عنه بالملي بار، و {\displaystyle e_{w}^{*}} هو ضغط بخار التوازن معبرًا عنه بالملي بار. أبلغ باك أن الحد الأقصى للخطأ النسبي أقل من 0.20٪ بين −20، و+50 °م (−4، و122 °ف) عند استخدام هذا الشكل المعين من الصيغة المعممة لتقدير ضغط بخار الماء الموازن.
هناك العديد من الأجهزة المستخدمة لقياس الرطوبة وتنظيمها. تشمل معايير المعايرة للقياس الأكثر دقة مقياس الرطوبة الجاذبية ومقياس الرطوبة ذو المرآة المبردة ومقياس الرطوبة الكهربائي. إن طريقة الجاذبية رغم أنها الأكثر دقة إلا أنها مرهقة للغاية. تعتبر طريقة المرآة المبردة فعالة للقياس السريع والدقيق. بالنسبة للقياسات عبر الإنترنت تعتمد أجهزة الاستشعار الأكثر شيوعًا في الوقت الحاضر على قياسات السعة الكهربائية لقياس الرطوبة النسبية بشكل متكرر مع التحويلات الداخلية لعرض الرطوبة المطلقة أيضًا. هذه الطريقة رخيصة وبسيطة ودقيقة بشكل عام وقوية نسبيًا. تواجه جميع مستشعرات الرطوبة مشاكل في قياس الغازات المحملة بالغبار مثل تيارات العادم في مجففات الملابس.
يتم قياس الرطوبة أيضًا على نطاق عالمي باستخدام أقمار صناعية موضوعة عن بُعد. هذه الأقمار الصناعية قادرة على اكتشاف تركيز المياه في طبقة التروبوسفير على ارتفاعات بين 4 و 12 كـم (2.5 و 7.5 ميل). تحتوي الأقمار الصناعية التي يمكنها قياس بخار الماء على أجهزة استشعار حساسة للأشعة تحت الحمراء. يمتص بخار الماء الإشعاع ويعيد إشعاعه في هذا النطاق الطيفي. تلعب صور بخار الماء عبر الأقمار الصناعية دورًا مهمًا في مراقبة الظروف المناخية (مثل تكوين العواصف الرعدية) وفي تطوير التنبؤات الجوية.

## كثافة الهواء وحجمه
تعتمد الرطوبة على تبخر الماء وتكثيفه، والذي بدوره يعتمد بشكل أساسي على درجة الحرارة. لذلك عند تطبيق المزيد من الضغط على غاز مشبع بالماء سينخفض حجم جميع المكونات مبدئيًا تقريبًا وفقًا لقانون الغاز المثالي. ومع ذلك فإن بعض الماء سيتكثف حتى يعود إلى نفس الرطوبة تقريبًا كما كان من قبل مما يعطي الحجم الإجمالي الناتج انحرافًا عما تنبأ به قانون الغاز المثالي. وعلى العكس من ذلك فإن انخفاض درجة الحرارة من شأنه أيضًا أن يجعل بعض الماء يتكثف مما يجعل الحجم النهائي ينحرف مرة أخرى عن المتوقع بواسطة قانون الغاز المثالي. لذلك يمكن التعبير عن حجم الغاز على أنه الحجم الجاف باستثناء محتوى الرطوبة. يتبع هذا الجزء بدقة أكبر قانون الغاز المثالي. على العكس من ذلك فإن الحجم المشبع هو الحجم الذي يمكن أن يحتويه خليط الغاز إذا تمت إضافة الرطوبة إليه حتى التشبع (أو رطوبة نسبية 100٪).
إن الهواء الرطب أقل كثافة من الهواء الجاف لأن جزيء الماء (كتلة جزيئية ≈ 18 وحدة كتل ذرية) أقل كثافة من جزيء النيتروجين (كتلة جزيئية ≈ 28 وحدة كتل ذرية) أو جزيء الأكسجين (كتلة جزيئية ≈ 32 وحدة كتل ذرية). إن حوالي 78% من جزيئات الهواء الجاف هي عبارة عن نيتروجين (N2). إن 21% من الجزيئات الموجودة في الهواء الجاف هي الأكسجين (O2).إن 1% الأخيرة من الهواء الجاف هي عبارة عن خليط من غازات أخرى.
بالنسبة لأي غاز عند درجة حرارة وضغط معينين يكون عدد الجزيئات الموجودة في حجم معين ثابتًا - انظر قانون الغاز المثالي. لذلك عندما يتم إدخال جزيئات الماء (البخار) في هذا الحجم من الهواء الجاف يجب أن ينخفض عدد جزيئات الهواء في الحجم بنفس العدد إذا ظلت درجة الحرارة والضغط ثابتًا. (إن إضافة جزيئات الماء أو أي جزيئات أخرى، إلى غاز، دون إزالة عدد متساوٍ من الجزيئات الأخرى ستتطلب بالضرورة تغييرًا في درجة الحرارة أو الضغط أو الحجم الكلي أي تغيير واحد على الأقل من هذه المعطيات الثلاثة. إذا ظلت درجة الحرارة والضغط ثابتين سوف يزداد الحجم وستنتقل جزيئات الهواء الجاف التي تم إزاحتها في البداية إلى الحجم الإضافي وبعد ذلك يصبح الخليط في النهاية متجانسًا من خلال الانتشار) ومن ثم ستتناقص الكتلة لكل وحدة حجم من الغاز أي ستتناقص كثافته. اكتشف إسحاق نيوتن هذه الظاهرة وكتب عنها في كتابه البصريات.

## الاعتماد على الضغط
إن الرطوبة النسبية لنظام الماء والهواء لا تعتمد فقط على درجة الحرارة ولكن أيضًا على الضغط المطلق للنظام الذي هو موضع الاهتمام. يتضح هذا الاعتماد من خلال النظر في نظام الهواء والماء الموضح أدناه. إن هذا النظام مغلق (هذا يعني لا توجد أية مادة تدخل إلى النظام أو تخرج منه).

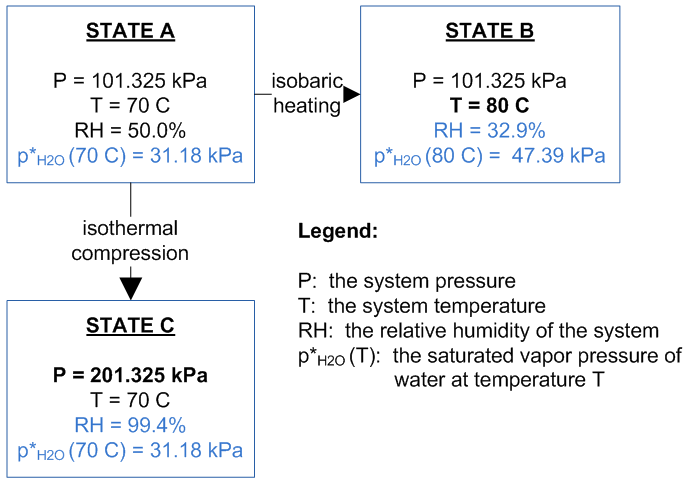

إذا تم تسخين النظام في الحالة A بطريقة متساوية الضغط (تسخين بدون تغيير في ضغط النظام) فإن الرطوبة النسبية للنظام تنخفض لأن ضغط بخار التوازن يزداد مع زيادة درجة الحرارة. يظهر هذا في الحالة B.
إذا كان النظام الموجود في الحالة A مضغوطًا بدرجة حرارة متساوية (مضغوط بدون تغيير في درجة حرارة النظام) فإن الرطوبة النسبية للنظام تزداد لأن الضغط الجزئي للمياه في النظام يزداد مع تقليل الحجم. إن هذا الأمر معروض في الحالة C. عند ضغط يتجاوز 202.64 كيلوباسكال ستتجاوز الرطوبة النسبية 100٪ ويمكن أن يبدأ الماء في التكثف.
إذا تم تغيير ضغط الحالة A ببساطة عن طريق إضافة المزيد من الهواء الجاف دون تغيير الحجم فلن تتغير الرطوبة النسبية.
لذلك يمكن تفسير التغيير في الرطوبة النسبية من خلال تغيير في درجة حرارة النظام أو تغيير في حجم النظام أو تغيير في كلا من هاتين الخاصيتين للنظام.

### عامل التحسين
إن عامل التحسين {\displaystyle (f_{w})} يعرَّف بأنه نسبة ضغط بخار الماء المشبع في الهواء الرطب {\displaystyle (e'_{w})} مقسوما على ضغط بخار الماء النقي المشبع ({\displaystyle {e_{w}^{*}}}):
{\displaystyle f_{W}={\frac {e'_{w}}{e_{w}^{*}}}.}
إن عامل التحسين يساوي الوحدة لأنظمة الغاز المثالية. ومع ذلك في الأنظمة الحقيقية تؤدي تأثيرات التفاعل بين جزيئات الغاز إلى زيادة طفيفة في ضغط بخار توازن الماء في الهواء بالنسبة إلى ضغط بخار التوازن لبخار الماء النقي. لذلك عادة ما يكون عامل التحسين أكبر قليلاً من الوحدة عندما يتعلق الأمر بالأنظمة الحقيقية.
يستخدم عامل التحسين بشكل شائع لتصحيح ضغط بخار التوازن لبخار الماء عند استخدام العلاقات التجريبية مثل تلك التي طورها وكسلر وغوف وغراتش لتقدير خصائص أنظمة قياس الرطوبة.
أبلغ باك أنه عند مستوى سطح البحر فإن ضغط بخار الماء في الهواء الرطب المشبع يزيد بنسبة 0.5٪ تقريبًا عن ضغط بخار الماء النقي الموازن. 

## التأثيرات

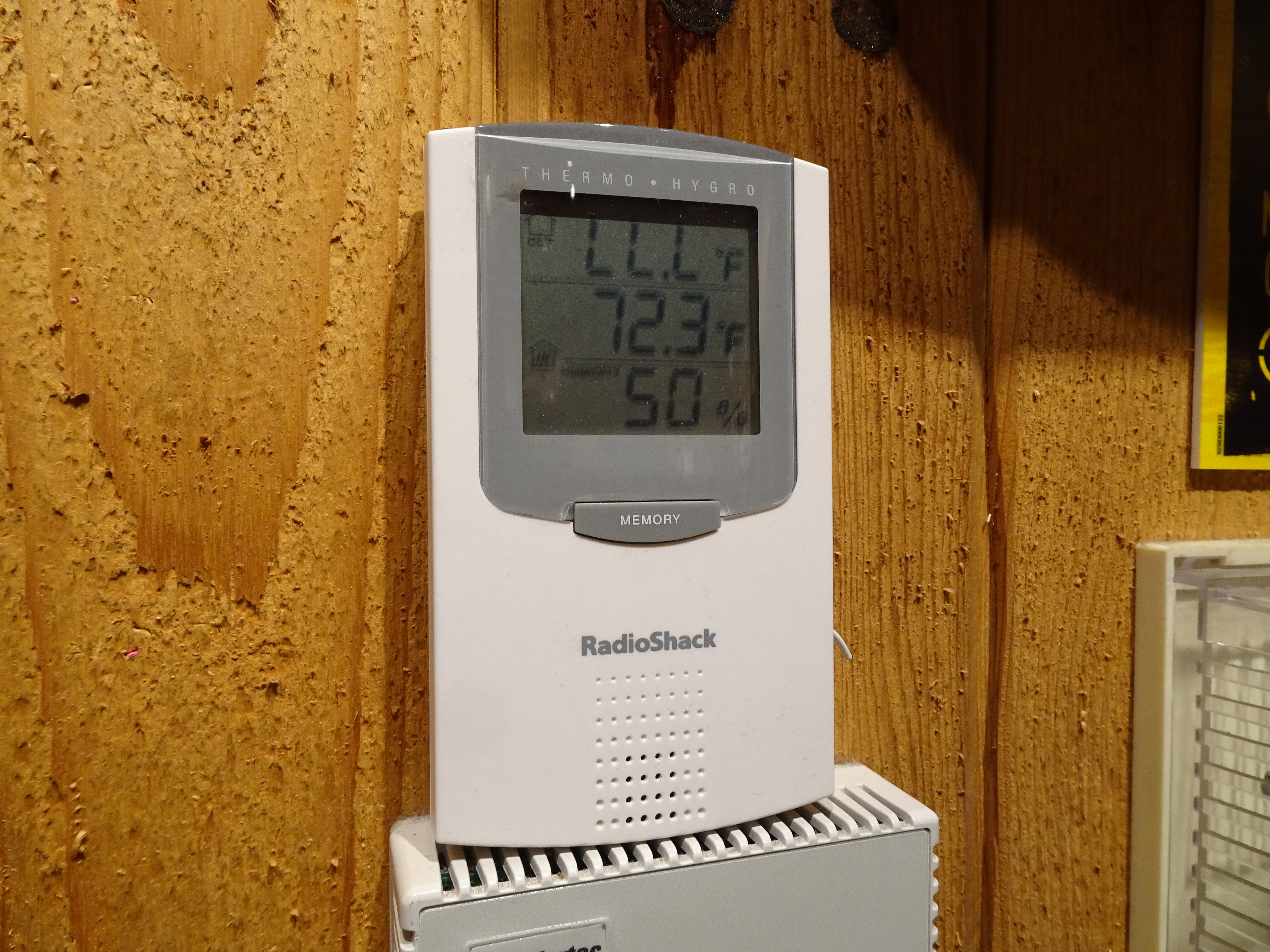
تمت ترطيب غرفة الجيتار الصوتي في مركز الغيتار وصولا إلى رطوبة نسبية تبلغ 50٪ في الشتاء.

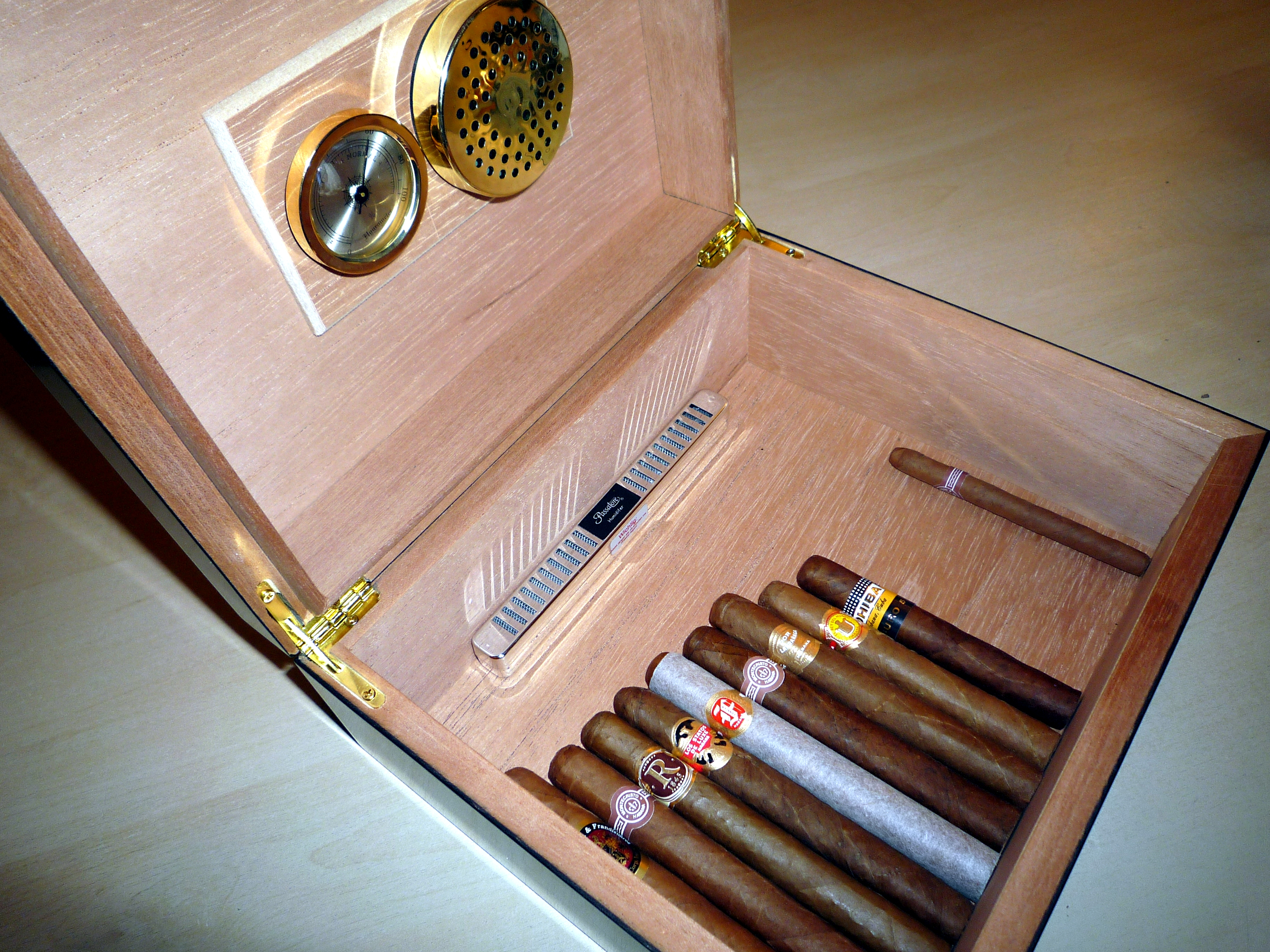
مرطب يستخدم للتحكم في رطوبة السيجار.

يشير التحكم في المناخ إلى التحكم في درجة الحرارة والرطوبة النسبية في المباني والمركبات والأماكن المغلقة الأخرى بغرض توفير راحة الإنسان وصحته وسلامته وتلبية المتطلبات البيئية للآلات والمواد الحساسة (على سبيل المثال المواد التاريخية) والعمليات التقنية.

### المناخ

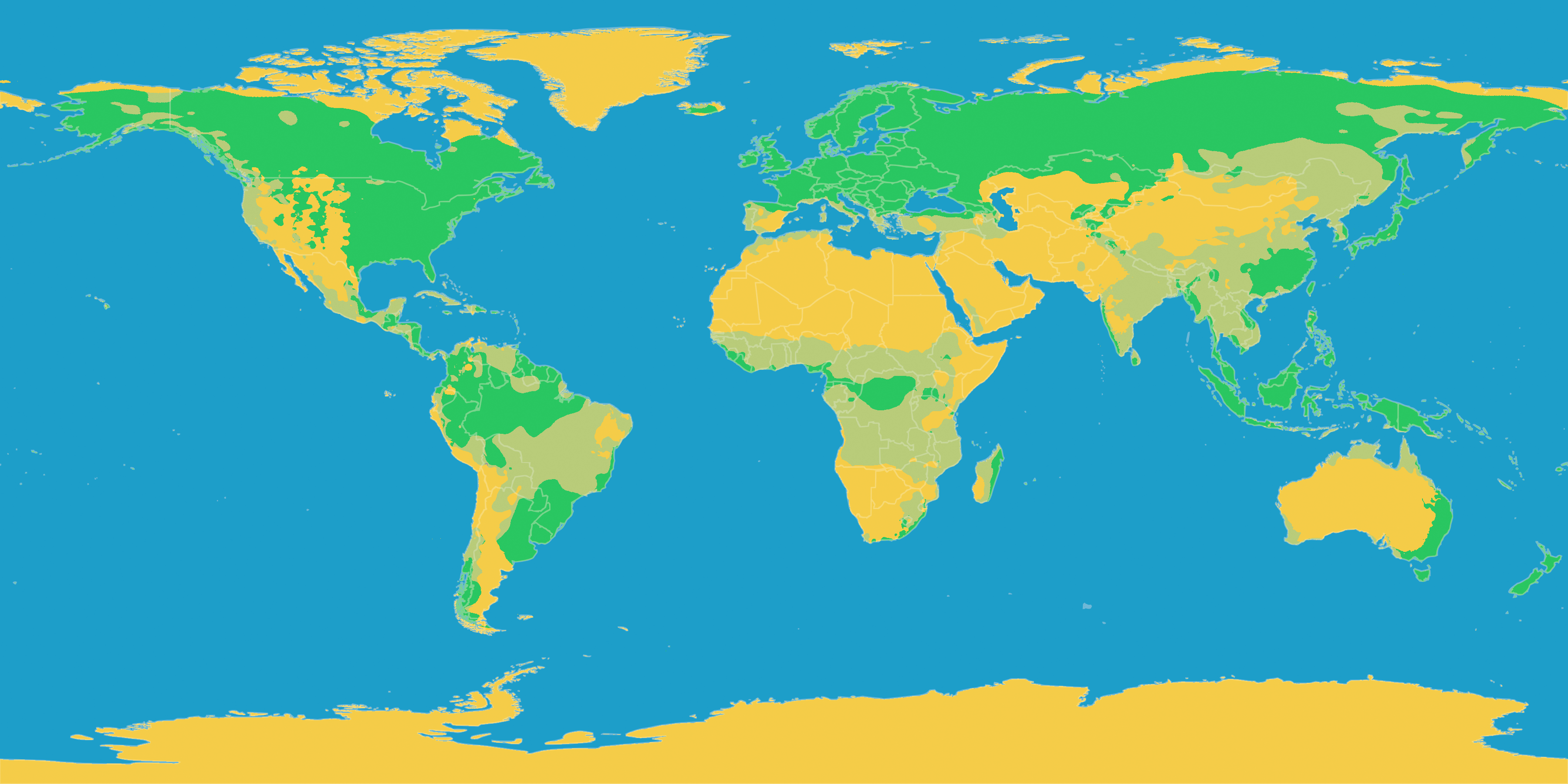
مناخات الأرض مستندة على قيم الرطوبة.
مناخ رطب
مناخ نصف جاف
مناخ جاف

تعتبر فيه الرطوبة بحد ذاتها متغير مناخي وفي نفس الوقت نجد إنها تتغلب أيضًا على المتغيرات المناخية الأخرى. إن الرطوبة تتأثر بالرياح والأمطار.
إن المدن الأكثر رطوبة على وجه الأرض تقع بالقرب من خط الاستواء بالقرب من المناطق الساحلية. تعد المدن في جنوب وجنوب شرق آسيا من بين أكثر المدن رطوبة. تتمتع كوالالمبور ومانيلا وجاكرتا وسنغافورة برطوبة عالية جدًا على مدار السنة بسبب قربها من المسطحات المائية وخط الاستواء وغالبًا ما يكون الطقس ملبدًا بالغيوم. إن بعض الأماكن تشهد رطوبة شديدة خلال مواسمها الممطرة جنبًا إلى جنب مع الدفء الذي يعطي إحساسًا بالساونا الفاترة مثل كولكاتا وتشيناي وكوتشين في الهند ولاهور في باكستان. إن مدينة سوكور الواقعة على نهر السند في باكستان تتميز بإنها تسجل بعض أعلى درجات التكثف (نقاط الندى) وأكثرها إزعاجًا في البلاد والتي غالبًا ما تتجاوز 30 °م (86 °ف) في موسم الرياح الموسمية.
تتحد درجات الحرارة المرتفعة مع نقطة الندى العالية لتكوين مؤشر حرارة يزيد عن 65 °م (149 °ف). تشهد مدينة داروين في أستراليا موسمًا رطبًا للغاية من ديسمبر إلى أبريل. تتمتع شنغهاي وهونغ كونغ أيضًا بفترة رطوبة شديدة في أشهر الصيف. خلال مواسم الرياح الموسمية الجنوبية الغربية والشمالية الشرقية (على التوالي، أواخر مايو إلى سبتمبر ومن نوفمبر إلى مارس) يتوقع هطول أمطار غزيرة ورطوبة عالية نسبيًا بعد هطول الأمطار. تكون الرطوبة مرتفعة خارج مواسم الرياح الموسمية (مقارنة بالدول البعيدة عن خط الاستواء) ولكن تكثر الأيام المشمسة. في الأماكن الأكثر برودة مثل شمال تسمانيا في أستراليا يتم تسجيل رطوبة عالية طوال العام بسبب المحيط بين البر الرئيسي لأستراليا وتسمانيا. في الصيف يمتص هذا المحيط الهواء الساخن الجاف ونادراً ما ترتفع درجة الحرارة فوق 35 °م (95 °ف).

### المناخ العالمي
إن الرطوبة تؤثر على ميزانية الطاقة وبالتالي تؤثر على درجات الحرارة بطريقتين رئيسيتين. أولاً يحتوي بخار الماء في الغلاف الجوي على طاقة «كامنة». أثناء النتح أو التبخر تتم إزالة هذه الحرارة الكامنة من سائل السطح مما يؤدي إلى تبريد سطح الأرض. هذا هو أكبر تأثير تبريد غير إشعاعي على السطح. إنه يعوض ما يقرب من 70٪ من متوسط صافي الاحترار الإشعاعي على السطح.
ثانيًا إن بخار الماء هو الأكثر وفرة من بين جميع غازات الدفيئة. إن بخار الماء مثل العدسة الخضراء التي تسمح للضوء الأخضر بالمرور من خلالها ولكنها تمتص الضوء الأحمر وبالتالي فإن بخار الماء هو «ماص انتقائي». إلى جانب غازات الدفيئة الأخرى يكون بخار الماء شفافًا لمعظم الطاقة الشمسية كما يمكن للمرء أن يرى حرفيًا. لكنه يمتص طاقة الأشعة تحت الحمراء المنبعثة (المشعة) بإتجاه الأعلى من سطح الأرض وهذا هو السبب في أن المناطق الرطبة تعاني من كون التبريد الليلي قليل جدًا فيها بينما المناطق الصحراوية الجافة تبرد بشكل كبير أثناء الليل. هذا الامتصاص الانتقائي هو أمر ناجم عن تأثير الاحتباس الحراري. إن بخار الماء يرفع درجة حرارة السطح بشكل كبير فوق درجة حرارة التوازن الإشعاعي النظري مع الشمس وإن بخار الماء هو سبب هذا الاحترار أكثر من أي غاز دفيئة آخر.
على أية حال على عكس معظم غازات الدفيئة الأخرى فإن الماء لا يكون فقط أقل من نقطة غليانه في جميع مناطق الأرض ولكنه أيضا يكون أقل من نقطة تجمده على ارتفاعات عديدة. باعتباره أحد غازات الدفيئة المكثفة فإنه يهطل بارتفاع أقل بكثير وعمر أقصر لوجوده في الغلاف الجوي - أسابيع بدلاً من عقود. بدون غازات الاحتباس الحراري الأخرى فإن درجة حرارة الجسم الأسود للأرض التي هي تحت درجة تجمد الماء ستؤدي إلى إزالة بخار الماء من الغلاف الجوي. وهكذا فإن بخار الماء هو «عبد» لغازات الدفيئة غير المتكثفة.

### الحياة الحيوانية والنباتية

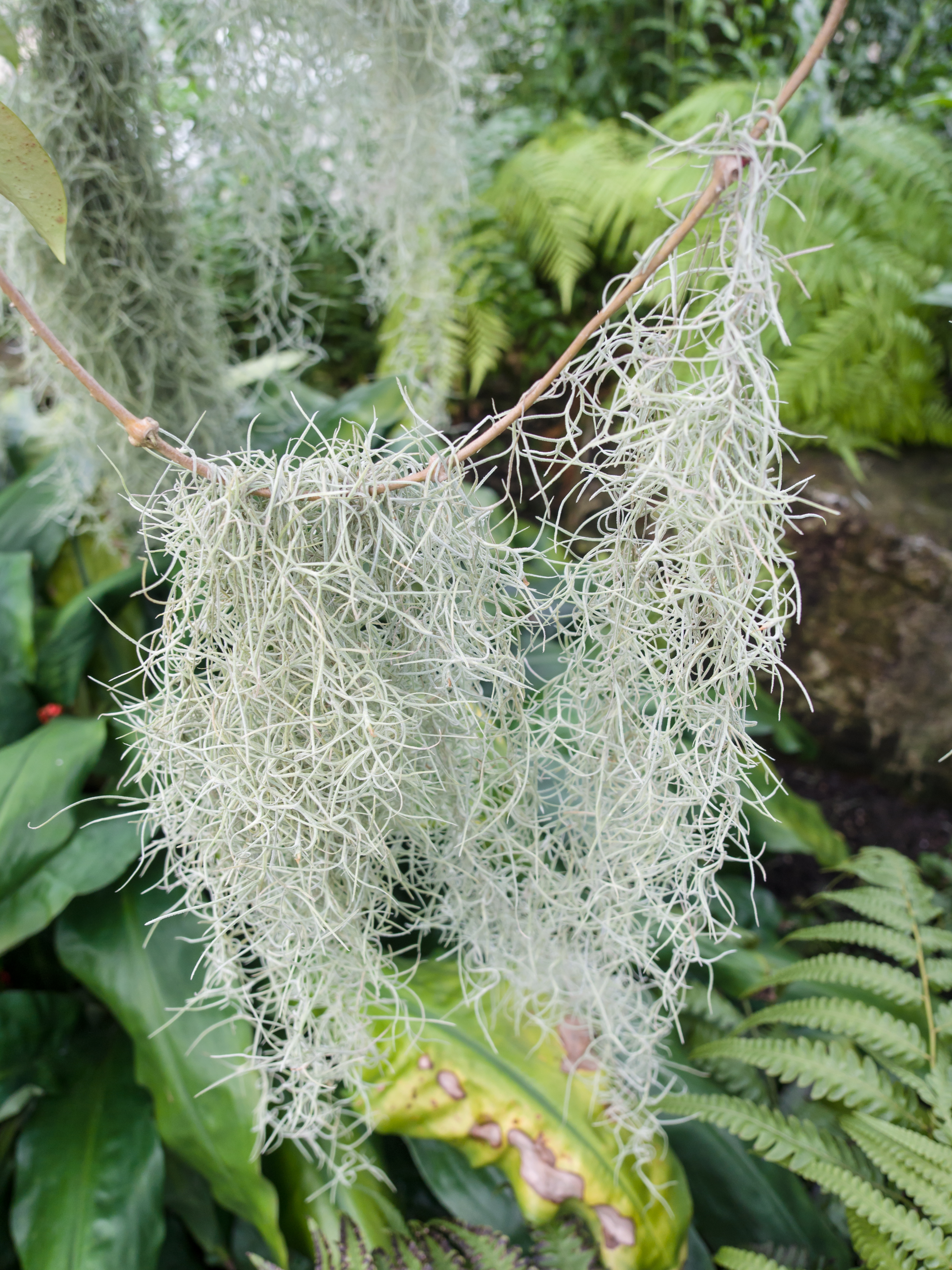
تيلانديا أوسنيويدس المعروف باسم الطحلب الإسباني Tillandsia usneoides في المنزل الاستوائي في الحدائق النباتية الملكية في كيو. إنه ينمو حيث يكون المناخ دافئًا بدرجة كافية ويمتلك متوسط رطوبة مرتفع نسبيًا.

إن الرطوبة هي أحد العوامل اللاأحيائية الأساسية التي تحدد موقع أي قاطن (التندرا والأراضي الرطبة والصحراء هي أمثلة قليلة) وكذلك الرطوبة هي أحد العوامل المحددة للحيوانات والنباتات التي يمكن أن تزدهر في بيئة معينة.
يبدد جسم الإنسان الحرارة من خلال التعرق وتبخرها. إن الحمل الحراري إلى الهواء المحيط والإشعاع الحراري هما الوسيلتان الأساسيتان لانتقال الحرارة من الجسم. في ظل ظروف الرطوبة العالية ينخفض معدل تبخر العرق من الجلد. أيضًا إذا كان الجو دافئًا أو أكثر دفئًا من الجلد خلال أوقات الرطوبة العالية فإن الدم الذي يتم إحضاره إلى سطح الجسم لا يمكنه تبديد حرارته عن طريق التواصل مع الهواء. مع تدفق الكثير من الدم إلى السطح الخارجي للجسم يذهب القليل منه إلى العضلات النشطة والدماغ والأعضاء الداخلية الأخرى. إن القوة البدنية تنخفض ويحدث الإرهاق في وقت أبكر مما لو كان الأمر غير ذلك. قد تتأثر اليقظة والقدرة العقلية أيضًا مما يؤدي إلى حدوث ضربة شمس أو ارتفاع مفرط في درجة حرارة الجسم.

### راحة الإنسان
على الرغم من أن الرطوبة عامل مهم للراحة الحرارية إلا أن البشر أكثر حساسية للتغيرات في درجات الحرارة من التغيرات في الرطوبة النسبية. إن الرطوبة لها تأثير ضئيل على الراحة الحرارية في الخارج عندما تكون درجات حرارة الهواء منخفضة ويكون تأثيرها أكثر وضوحًا بقليل في درجات حرارة الهواء المعتدلة وتأثير أقوى بكثير في درجات حرارة الهواء المرتفعة.
إن البشر حساسون للهواء الرطب لأن جسم الإنسان يستخدم التبريد التبخيري كآلية أساسية لتنظيم درجة الحرارة. في ظل الظروف الرطبة يكون معدل تبخر العرق على الجلد أقل مما هو عليه في الظروف الجافة. نظرًا لأن البشر يدركون معدل انتقال الحرارة من الجسم بدلاً من درجة الحرارة نفسها فإننا نشعر بالدفء أكثر عندما تكون الرطوبة النسبية مرتفعة مقارنةً مع الحالة التي تكون فيها الرطوبة النسبية منخفضة.
يمكن أن يشعر الإنسان بالراحة في نطاق واسع من الرطوبة اعتمادًا على درجة الحرارة - من 30 إلى 70٪  بشكل عام تتطلب درجات الحرارة المرتفعة رطوبة أقل لتحقيق الراحة الحرارية مقارنة بدرجات الحرارة المنخفضة مع ثبات جميع العوامل الأخرى. على سبيل المثال مع مستوى الملابس = 1 ومعدل الأيض = 1.1 وسرعة الهواء 0.1 متر / ثانية فإن التغيير في درجة حرارة الهواء ومتوسط درجة الحرارة المشعة من 20 درجة مئوية إلى 24 درجة مئوية من شأنه أن يخفض الحد الأقصى للرطوبة النسبية المقبولة من 100٪ إلى 65٪ للحفاظ على ظروف الراحة الحرارية. يمكن استخدام أداة الراحة الحرارية سي بي إي لإثبات تأثير الرطوبة النسبية لظروف الراحة الحرارية المحددة ويمكن استخدامها لإثبات الامتثال للمعيار المخصص أشراي خمس وخمسون لعام 2017 الخاص بالظروف البيئية الحرارية لشغل الإنسان (بالإنجليزية: ASHRAE 55-2017)‏.
إن بعض الأشخاص يعانون من صعوبة في التنفس في البيئات الرطبة. قد تكون بعض الحالات مرتبطة بأمراض الجهاز التنفسي مثل الربو بينما قد تكون حالات أخرى ناتجة عن القلق. غالبًا ما يعاني المصابون استجابةً لذلك من فرط التنفس مما يتسبب في الإحساس بالخدر والإغماء وفقدان التركيز من بين أمور أخرى مرافقة تحدث لدى هولاء الأشخاص.
يمكن أن تؤدي الرطوبة المنخفضة جدًا إلى عدم الراحة ومشاكل في الجهاز التنفسي وتفاقم الحساسية لدى بعض الأفراد. إن الرطوبة المنخفضة تؤدي إلى جفاف الطرق التنفسية الأنفية المبطنة للأنسجة وتشققها وتصبح أكثر عرضة لاختراق فيروسات البرد. إن الرطوبة النسبية المنخفضة للغاية (أقل من 20%) قد تسبب أيضًا تهيجًا للعين.  يمكن أن يساعد استخدام المرطب في المنازل وخاصة غرف النوم في التغلب على هذه الأعراض. يجب الاحتفاظ بالرطوبة النسبية للأماكن المغلقة أعلى من 30% لتقليل احتمالية جفاف الممرات الأنفية للركاب خاصة في فصل الشتاء.
يقلل تكييف الهواء من الانزعاج عن طريق تقليل ليس فقط درجة الحرارة ولكن الرطوبة أيضًا. يمكن أن يؤدي تسخين الهواء الخارجي البارد إلى تقليل مستويات الرطوبة النسبية في الداخل إلى أقل من 30%. وفقًا للمعيار المخصص أشراي خمس وخمسون لعام 2017 الخاص بالظروف البيئية الحرارية لشغل الإنسان يمكن تحقيق الراحة الحرارية الداخلية من خلال طريقة الارتياح الحراري (بالإنجليزية: PMV)‏ مع الرطوبة النسبية التي تتراوح من 0% إلى 100% اعتمادًا على مستويات العوامل الأخرى المساهمة في الراحة الحرارية. ومع ذلك فإن النطاق الموصى به للرطوبة النسبية الداخلية في المباني المكيفة يتراوح بشكل عام 30-60%.

### صحة الإنسان
إن الرطوبة العالية تقلل من الإصابة بفيروس الأنفلونزا الهوائي. لقد خلصت إحدى الدراسات إلى أن «الحفاظ على الرطوبة النسبية للأماكن المغلقة > 40% سيقلل بشكل كبير من الإصابة الفيروسية بالفيروسات المحمولة بالهواء الجوي».
نجد أيضًا إن عملية التنظيف التي يقوم بها الغشاء المخاطي المهدب في الجهاز التنفسي تتم إعاقتها عند حدوث انخفاض في الرطوبة. وجدت إحدى الدراسات التي أجريت على الكلاب أن نقل المخاط كان أقل عند درجة الرطوبة المطلقة البالغة 9 غرام ماء / متر مكعب منه عند درجة الرطوبة المطلقة البالغة 30 غرام ماء / متر مكعب.

### تشييد المباني

تأثيرات مستوى الرطوبة المرتفع في هيكل المبنى (الإزهار الأولي).

غالبًا ما تنتج طرق البناء الشائعة حاويات بناء ذات حدود حرارية رديئة مما يتطلب نظام عزل وحاجز هواء مصمم للاحتفاظ بالظروف البيئية الداخلية مع مقاومة الظروف البيئية الخارجية. كما أدت الهندسة المعمارية الموفرة للطاقة والمختومة بشدة التي تم تقديمها في القرن العشرين إلى منع حركة الرطوبة وقد أدى ذلك إلى مشكلة ثانوية تتمثل في تكون التكثيف داخل الجدران وحولها، مما يشجع على تطور العفن والتعفن. بالإضافة إلى ذلك فإن المباني ذات الأساسات غير محكمة الإغلاق ستسمح بتدفق المياه عبر الجدران بسبب العمل الشعري للمسام الموجودة في منتجات البناء. إن حلول المباني الموفرة للطاقة والتي تتجنب التكثيف هي موضوع معماري يتم العمل عليه حاليا.
بالنسبة للتحكم في المناخ في المباني التي تستخدم أنظمة التدفئة والتهوية وتكييف الهواء (بالإنجليزية: HVAC)‏ فإن المفتاح هو الحفاظ على الرطوبة النسبية في نطاق مريح - بحيث تكون منخفضة بما يكفي لتكون مريحة ولكنها مرتفعة بما يكفي لتجنب المشاكل المرتبطة بالهواء الجاف جدًا.
عندما تكون درجة الحرارة مرتفعة والرطوبة النسبية منخفضة يكون تبخر الماء سريعًا وبالتالي تجف التربة والملابس المبللة المعلقة على حبل أو رف بسرعة ويتبخر العرق بسهولة من الجلد. كما أنه من الممكن أن يتقلص الأثاث الخشبي مما يؤدي إلى تكسر الدهان الذي يغطي هذه الأسطح.
عندما تكون درجة الحرارة منخفضة والرطوبة النسبية مرتفعة يكون تبخر الماء بطيئًا. عندما تقترب الرطوبة النسبية من 100% يمكن أن يحدث التكثيف على الأسطح مما يؤدي إلى مشاكل العفن والتعفن والتآكل وغيرها من التلف المرتبط بالرطوبة. يمكن أن يشكل التكثيف خطرًا على السلامة لأنه يمكن أن يعزز نمو العفن وتعفن الخشب بالإضافة إلى إغلاق مخارج الطوارئ المحتملة.
إن بعض العمليات الإنتاجية والتقنية والمعالجات في المصانع والمختبرات والمستشفيات والمرافق الأخرى تتطلب الحفاظ على مستويات رطوبة نسبية محددة باستخدام مرطبات الهواء ومزيلات الرطوبة وأنظمة التحكم المرتبطة بها.

### المركبات
تنطبق المبادئ الأساسية للمباني المذكورة أعلاه أيضًا على المركبات. بالإضافة إلى ذلك قد تكون هناك اعتبارات تتعلق بالسلامة. على سبيل المثال يمكن أن تؤدي الرطوبة العالية داخل السيارة إلى مشاكل التكثيف مثل الرذاذ الذي يتشكل على الزجاج الأمامي للسيارة وتشكل الدراة القصيرة للمكونات الكهربائية. في المركبات وأوعية الضغط مثل الطائرات المضغوطة والغواصات والمركبات الفضائية قد تكون هذه الاعتبارات حاسمة للسلامة وهناك حاجة إلى أنظمة تحكم بيئية معقدة بما في ذلك معدات خاصة للحفاظ على الضغط المطلوب.

### الطيران
تعمل الطائرات برطوبة نسبية داخلية منخفضة غالبًا أقل من 20% خاصة في الرحلات الطويلة. إن الرطوبة المنخفضة هي نتيجة السحب في الهواء شديد البرودة مع انخفاض الرطوبة المطلقة والتي توجد في ارتفاعات التحليق بالطائرة. يؤدي الاحترار اللاحق لهذا الهواء إلى خفض رطوبته النسبية. يسبب هذا الشعور بعدم الراحة مثل التهاب العيون وجفاف الجلد وجفاف الغشاء المخاطي ولكن لا يتم استخدام أجهزة الترطيب لرفعها إلى مستويات مريحة متوسطة المدى لأن حجم الماء المطلوب حمله على متن الطائرة يمكن أن يكون بمثابة عقوبة كبيرة للوزن. عندما تنزل الطائرات من ارتفاعات أكثر برودة إلى هواء أكثر دفئًا (ربما تطير عبر السحب على بعد بضعة آلاف من الأقدام فوق سطح الأرض) يمكن أن تزيد الرطوبة النسبية المحيطة بشكل كبير. عادة ما يتم سحب بعض هذا الهواء الرطب إلى مقصورة الطائرة المضغوطة وإلى مناطق أخرى غير مضغوطة من الطائرة ويتكثف على سطح الطائرة البارد. يمكن عادة رؤية الماء السائل يمتد على طول سطح الطائرة سواء في الداخل أو الخارج من المقصورة. بسبب التغيرات الحادة في الرطوبة النسبية داخل الطائرة يجب أن تكون المكونات مؤهلة للعمل في تلك البيئات. تم سرد المؤهلات البيئية الموصى بها لمعظم مكونات الطائرات التجارية في القانون المخصص لهذه الحالات (بالإنجليزية: RTCA DO-160)‏.
يمكن للهواء البارد والرطب أن يعزز تكوين الجليد وهو ما يمثل خطرًا على الطائرات لأنه يؤثر على شكل الجناح ويزيد الوزن. تواجه محركات المكربن (Carburetor) خطرًا إضافيًا يتمثل في تشكل الجليد داخل المكربن. لذلك تتضمن تقارير الطقس الخاصة بالمطارات (بالإنجليزية: METARs)‏ إشارة إلى الرطوبة النسبية وعادة ما تكون في شكل نقطة الندى.
يجب أن يأخذ الطيارون الرطوبة في الحسبان عند حساب مسافات الإقلاع لأن الرطوبة العالية تتطلب مدارج أطول وستقلل من أداء تسلق الطائرة.
إن ارتفاع الكثافة هو الارتفاع بالنسبة لظروف الغلاف الجوي القياسية (الغلاف الجوي الدولي القياسي) حيث تكون كثافة الهواء مساوية لكثافة الهواء المشار إليها في مكان المراقبة أو بعبارة أخرى الارتفاع عند القياس من حيث الكثافة من الهواء بدلاً من المسافة من الأرض. إن "ارتفاع الكثافة (بالإنجليزية: Density Altitude)‏" هو ارتفاع الضغط المعدل لدرجة الحرارة غير القياسية.
سيؤدي ارتفاع درجة الحرارة وبدرجة أقل بكثير الرطوبة إلى زيادة ارتفاع الكثافة. بالتالي في الظروف الحارة والرطبة قد يكون ارتفاع الكثافة في موقع معين أعلى بكثير من الارتفاع الحقيقي.

### الإلكترونيات

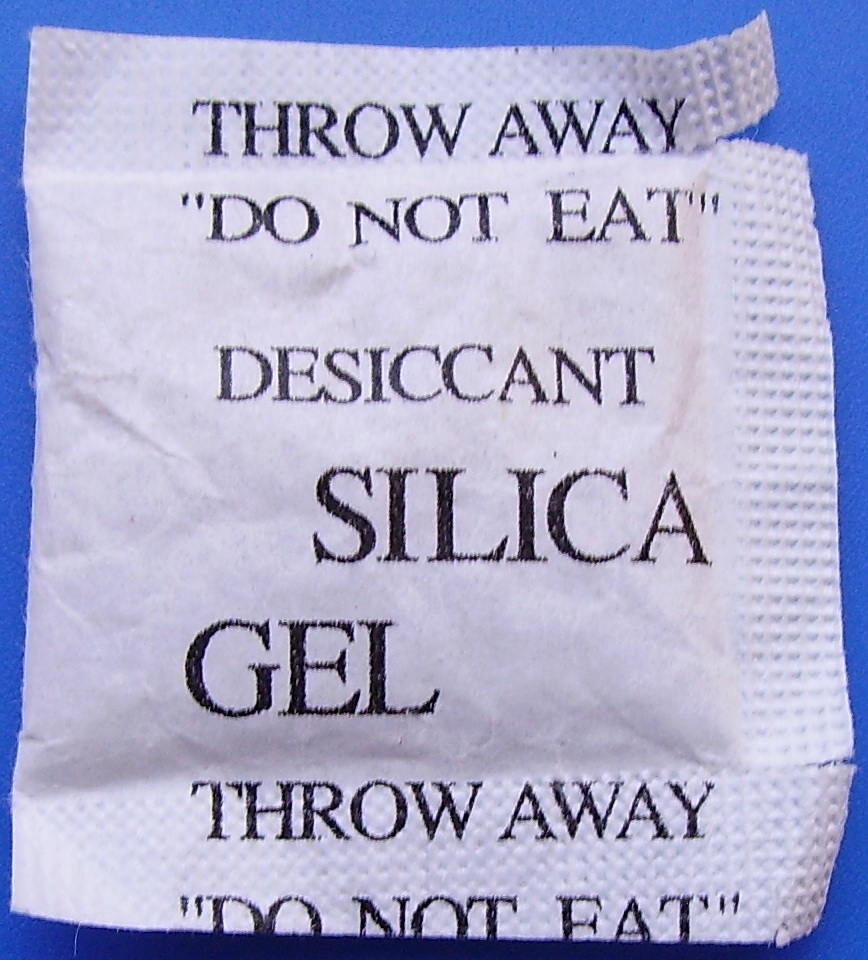
كيس مادة مجففة (هلام السيليكا)، يتم تضمينه عادة في عبوات تحتوي على منتجات إلكترونية للتحكم في الرطوبة.

غالبًا ما يتم تصنيف الأجهزة الإلكترونية على أنها تعمل فقط في ظل ظروف رطوبة معينة (على سبيل المثال من 5% إلى 95%). في الطرف العلوي من النطاق قد تزيد الرطوبة من موصلية العوازل المنفذة مما يؤدي إلى حدوث عطل. بالمقابل إن الرطوبة المنخفضة جدًا قد تجعل المواد هشة. يعد التكثيف من الأخطار الخاصة على العناصر الإلكترونية بغض النظر عن نطاق رطوبة التشغيل المحدد. عندما يتم نقل عنصر الإلكترونية من مكان بارد (على سبيل المثال المرآب والسيارات والهواء في المناطق ومنطقة خاضعة لتكيف الهواء في المناطق المدارية) إلى مكان حار ورطب (المنزل والمناطق خارج المدارية) فإن التكثيف يمكن أن يتشكل على سطح لوحات الدوائر الالكترونية والعوازل الأخرى مما أدى قد يؤدي إلى تشكل الدارات القصيرة داخل الجهاز. قد تتسبب هذه الدرارت القصيرة في تلف دائم كبير إذا تم تشغيل الجهاز قبل تبخر التكثيف. غالبًا ما يمكن ملاحظة تأثير تكثيف مماثل عندما يأتي شخص يرتدي نظارات من البرد (أي تصبح النظارات ضبابية). يُنصح بالسماح للأجهزة الإلكترونية بالتأقلم لعدة ساعات، بعد إحضارها من البرد، قبل تشغيلها. يمكن لبعض الأجهزة الإلكترونية اكتشاف مثل هذا التغيير والإشارة، عند توصيلها وفي العادة برمز قطرة صغيرة إلى أنه لا يمكن استخدامها حتى يزول خطر التكثيف. في المواقف التي يكون فيها الوقت حرجً فإن زيادة تدفق الهواء عبر الأجزاء الداخلية للجهاز مثل إزالة اللوحة الجانبية من علبة الكمبيوتر وتوجيه المروحة ليتم ضخ الهواء داخل علبة جهاز الكمبيوتر سيقلل بشكل كبير من الوقت اللازم للتأقلم مع البيئة الجديدة.
في المقابل إن مستوى الرطوبة المنخفض جدًا هو أمر ملائم جدا لتراكم الكهرباء الساكنة مما قد يؤدي إلى الإغلاق التلقائي لأجهزة الكمبيوتر عند حدوث التفريغ. بصرف النظر عن الوظيفة الشاذة الزائفة يمكن أن يتسبب التفريغ الكهروستاتيكي في انهيار عازل في أجهزة الحالة الصلبة مما يؤدي إلى تلف لا يمكن إصلاحه. غالبًا ما تراقب مراكز البيانات مستويات الرطوبة النسبية لهذه الأسباب.

### الصناعة
غالبًا ما يكون للرطوبة العالية تأثيرا سلبيا على قدرة المصانع الكيميائية ومصافي التكرير التي تستخدم الأفران كجزء من عمليات معينة (على سبيل المثال إعادة التشكيل بالبخار وعمليات حمض الكبريتيك الرطب). على سبيل المثال نظرًا لأن الرطوبة تقلل من تركيزات الأكسجين المحيط (يحتوي الهواء الجاف عادةً على 20.9% أكسجين ولكن عندما تكون الرطوبة النسبية 100% فإن الهواء يحتوي حينها على 20.4% أكسجين) فإنه يجب على مراوح غاز المداخن أن تسحب الهواء بمعدل أعلى وبشكل مخالف لما هو قد يكون مطلوبًا للحفاظ على نفس معدل اطلاق النار.

### الخبز
تزيد الرطوبة العالية في الفرن والتي تتمثل في ارتفاع درجة حرارة المصباح الرطب من التوصيل الحراري للهواء حول العنصر المخبوز مما يؤدي إلى عملية خبز أسرع أو حتى حرق. على العكس من ذلك تؤدي الرطوبة المنخفضة إلى إبطاء عملية الخبز.

## حقائق مهمة أخرى

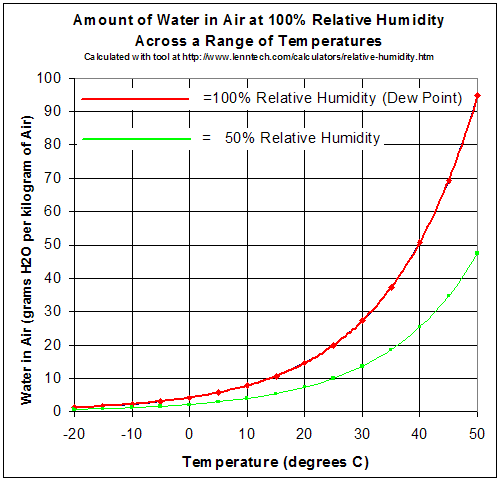

إن الغاز في هذا السياق يشار إليه على أنه مشبع عندما يكون ضغط بخار الماء في الهواء عند ضغط البخار الموازن لبخار الماء عند درجة حرارة خليط الغاز وبخار الماء؛ سيفشل الماء السائل (والجليد عند درجة الحرارة المناسبة) في فقد كتلته من خلال التبخر عند تعرضه للهواء المشبع. قد يتوافق أيضًا مع إمكانية تكوين الندى أو الضباب داخل مساحة تفتقر إلى اختلافات في درجات الحرارة بين أجزائه على سبيل المثال استجابة لانخفاض درجة الحرارة. يتكون الضباب من قطرات دقيقة جدًا من السائل التي تطفو عالياً بشكل أساسي بواسطة الحركة المتوازنة (بمعنى آخر تسقط القطرات عبر الهواء بسرعة النهائية ولكن نظرًا لأنها صغيرة جدًا فإن هذه السرعة النهائية صغيرة جدًا أيضًا لذا فهي لا تبدو لنا كما لو أنها تسقط بل تبدو لنا كما لو أنها تطفو عالياً).
أن قيمة الرطوبة النسبية التي تقاس بالنسبة المئوية لا يمكن أن تكون أعلى من 100% على الرغم من أنه دليل موجه جيد إلى حد ما إلا أنه لا يشكل دليلا دقيقًا تمامًا بدون تعريف أكثر تعقيدًا للرطوبة من ذلك الوارد هنا. إن تكوين السحب حيث يتم تنشيط جزيئات الهباء الجوي لتكوين نوى تكثيف السحب يتطلب وجود التشبع الفائق لطرد الهواء وصولا إلى رطوبة نسبية تزيد قليلاً عن 100%. تم العثور على أحد الأمثلة على نطاق أصغر في غرفة ويلسون السحابية في تجارب الفيزياء النووية حيث يتم حث حالة التشبع الفائق لإنجاز وظيفتها.
بالنسبة لنقطة تكثف معينة والرطوبة المطلقة المقابلة لها ستتغير الرطوبة النسبية عكسيًا وإن كان ذلك بشكل غير خطي مع درجة الحرارة. هذا لأن الضغط الجزئي للماء يزداد مع زيادة درجة الحرارة - وهذا هو المبدأ العملي وراء كل شيء من مجففات الشعر إلى مزيلات الرطوبة.
نظرًا للاحتمالية المتزايدة لارتفاع ضغط بخار الماء الجزئي في درجات حرارة الهواء المرتفعة يمكن أن يصل محتوى الماء في الهواء عند مستوى سطح البحر إلى 3% بالكتلة عند 30 °م (86 °ف) مقارنة بما لا يزيد عن 0.5% بالكتلة عند 0 °م (32 °ف). وهذا ما يفسر انخفاض مستويات الرطوبة (في حالة عدم وجود تدابير لإضافة الرطوبة) في الهياكل الساخنة خلال فصل الشتاء مما يؤدي إلى جفاف الجلد وحكة العيون واستمرار الشحنات الكهربائية الساكنة. حتى مع التشبع (رطوبة نسبية 100%) في الخارج فإن تسخين الهواء الخارجي المتسرب الذي يأتي إلى الداخل يزيد من قدرته على استيعاب الرطوبة مما يقلل الرطوبة النسبية ويزيد معدلات التبخر من الأسطح الرطبة في الداخل (بما في ذلك أجسام البشر والنباتات المنزلية.)
وبالمثل خلال فصل الصيف في المناخات الرطبة يتكثف قدر كبير من الماء السائل من الهواء المبرد في مكيفات الهواء. يتم تبريد الهواء الأكثر دفئًا تحت نقطة الندى ويتكثف بخار الماء الزائد. هذه الظاهرة هي نفسها التي تسبب تشكل قطرات الماء على السطح الخارجي لكوب يحتوي على مشروب مثلج.
هناك قاعدة مفيدة هي أن الرطوبة المطلقة القصوى تتضاعف عند كل زيادة في درجة الحرارة مقدارها 20 °ف (11 °م) .
وبالتالي ستنخفض الرطوبة النسبية بمعامل 2 لكل 20 °ف (11 °م) زيادة في درجة الحرارة مع افتراض الحفاظ على الرطوبة المطلقة.
على سبيل المثال في نطاق درجات الحرارة الطبيعية فإن الهواء عند درجة حرارة 68 °ف (20 °م) ورطوبة نسبية 50% سوف يصبح مشبعا إذا تم تبريده إلى 50 °ف (10 °م) وستصل الرطوبة النسبية إلى نقطة الندى في حين أنه عندما تكون درجة الحرارة 41 °ف (5 °م) تسخين الهواء عند 80٪ من الرطوبة النسبية إلى 68 °ف (20 °م) رطوبة نسبية 29٪ فقط وسيجف.
على سبيل المثال ضمن درجات الحرارة الطبيعية فإن الهواء عندما يكون ذو حرارة 68 °ف (20 °م) ورطوبة نسبية 50% فإنه سوف يصبح مشبعا إذا ما تم تبريده إلى حرارة 50 °ف (10 °م) وهو ما يعرف بنقطة الندى، وفي المقابل فإن الهواء ذو الحرارة 41 °ف (5 °م) ورطوبة نسبية 80% والذي يتم تسخينه إلى درجة حرارة 68 °ف (20 °م) سيكون ذو رطوبة نسبية تبلغ فقط 29% حيث يشعر حينها الشخص بإن الجو جاف. بالمقارنة فإن معيار الراحة الحراري أشراي خمس وخمسون (بالإنجليزية: ASHRAE 55)‏ يتطلب أنظمة مصممة لضبط الرطوبة والمحافظة على نقطة الندى الخاصة بدرجة الحرارة 16.8 °م (62.2 °ف) على الرغم من عدم وضع حد أدنى للرطوبة.
يعتبر بخار الماء غازًا أخف من مكونات الهواء الغازية الأخرى عند نفس درجة الحرارة لذلك يميل الهواء الرطب إلى الارتفاع بالحمل الحراري الطبيعي. هذه هي الآلية وراء العواصف الرعدية وظواهر الطقس الأخرى. غالبًا ما يتم ذكر الرطوبة النسبية في تنبؤات وتقارير الطقس حيث إنها مؤشر على احتمالية تشكل الندى أو الضباب. في طقس الصيف الحار تزيد الرطوبة أيضًا من درجة الحرارة الظاهرية للإنسان (والحيوانات الأخرى) عن طريق إعاقة تبخر العرق من الجلد مع ارتفاع الرطوبة النسبية. يتم حساب هذا التأثير على أنه مؤشر الحرارة أو الرطوبة.
إن الجهاز الذي يستخدم لقياس الرطوبة يسمى مقياس الرطوبة. إن الجهاز الذي يستخدم لتنظيم الرطوبة يسمى منظم الرطوبة (بالإنجليزية: humidistat)‏ أو في بعض الأحيان يسمى منظم الماء (بالإنجليزية: hygrostat)‏ . (هذه الأمر مماثل لميزان حرارة ومنظم الحرارة على التوالي.)